# Filmmanus
Et filmmanuskript, ofte forkortet til filmmanus eller bare manus, er en nedskrevet beskrivelse af handlingerne og replikkerne i en film. Manuskriptet skrives af en manuskriptforfatter. Manuset markerer det første ordentlige stadie fra idé til færdig resultat i en filmproduktion. Filmmanuskripter kan være originale værker, eller bearbejdelse af eksisterende værker såsom romaner.
Der findes en række regler for hvordan manus skal skrives, som for eksempel at der skal bruges monospace-fonter, som oftest er en variant af courier. En sådan standardisering gør det blandt andet lettere at læse og lettere at sammenligne. Manus som bryder disse konventioner bliver ofte automatisk forkastet hos de store produktionsselskaber, da det antages at forfatteren på værket er uerfaren.

## Manuskriptformer

### Spec script
Engelsk forkortelse for "speculative script." Udformes af både professionelle eller amatørforfattere, og indsendes til et medieproduktionsselskab, i håb om at det accepteres og omdannes til fx en film, et teaterstykke eller en tv-serie. Meget få spec scripts godkendes, og mange godkendte bliver aldrig produceret af forskellige årsager.

### Screenplay
Et screenplay er et manuskript der beskriver hvad der ses – fx til film eller tv-serier. De indeholder sceneoverskrifter, handling og dialog. Som udgangspunkt skal de leve op til en generel formatering, i hvert fald til professionelt brug.

### Teleplay
Teleplay kan betyde flere ting. I denne sammenhæng er et teleplay et screenplay til tv. De har gennemgående den samme formatering, men indeholder også specielle formateringsregler, af hensyn til bl.a. reklamepauser.